# Eiji Gaya
Eiji Gaya (賀谷 英司 Gaya Eiji?,  nacido el 8 de febrero de 1969 en Hokkaido) es un exfutbolista japonés. Jugaba de defensa y su último club fue el Vegalta Sendai de Japón.

## Trayectoria

### Clubes
| Club               | País  | Año         |
| ------------------ | ----- | ----------- |
| Kashima Antlers    | Japón | 1987 - 1996 |
| Yokohama Marinos   | Japón | 1997        |
| Kyoto Purple Sanga | Japón | 1998 - 1999 |
| Vegalta Sendai     | Japón | 2000 - 2001 |

## Palmarés

### Títulos nacionales
| Título    | Club            | País  | Año  |
| --------- | --------------- | ----- | ---- |
| J1 League | Kashima Antlers | Japón | 1996 |